# Осибана

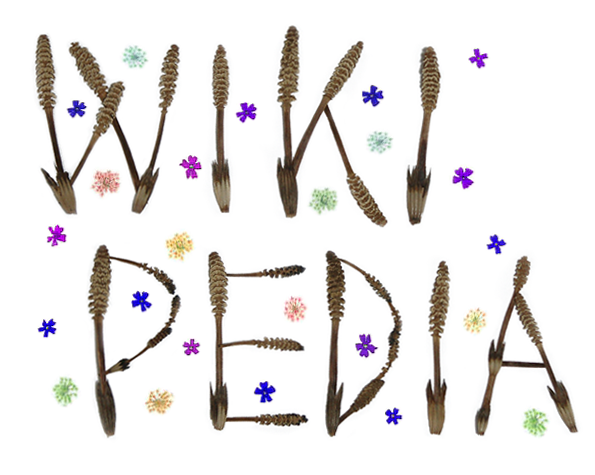
Надпись «Википедия», выполненная в технике осибана. Использованы высушенные стробилы хвоща полевого.

Осибана (яп. 押し花), или прессованная флористика — разновидность флористики, исполнение картин природными материалами: листьями, цветами, пухом.

## Техника
Природный материал растительного происхождения (цветы, листья, семена, тополиный пух, трава, кора деревьев и т. п.) высушивается под прессом или в гербарной сетке (иногда после специальной предварительной обработки) и становится плоским, иногда меняет цвет. Далее используемый материал размещается и приклеивается (или закрепляется иным способом) к основе (особые сорта бумаги, ткани). Иногда, перед нанесением материала на бумагу, её подвергают отмывке акварельными красками.
Каждый элемент с особой тщательностью и осторожностью размещается на своём месте; воображение и ювелирная точность художника заставляет листья превратиться в деревья, лепестки — в силуэты гор.

## Распространение
Этот вид декоративно-прикладного искусства получил распространение в Викторианскую эпоху и обрёл вторую жизнь в последние 30 лет (или около того).
Особенно широкое распространение осибана имеет в Японии, где она возникла около 6 веков назад. Японцы используют для изготовления осибана-картин плоские засушенные растения.
В России традиции осибаны пошли от Зинаиды Мамонтовой, которая посвятила много времени и сил разработке технологии засушивания материалов растительного происхождения, позволяющей сохранить их природные цвет и форму.

## Галерея

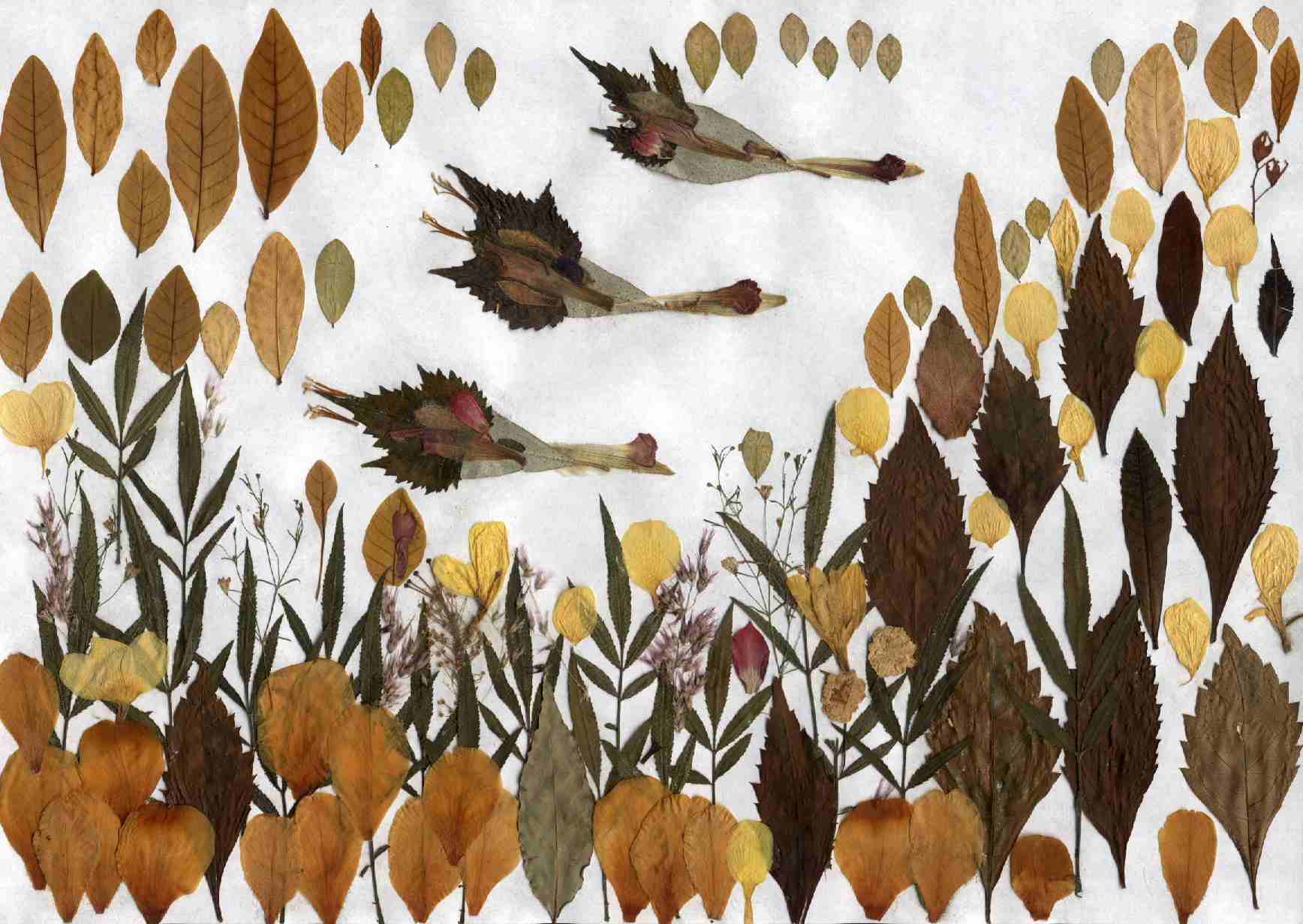
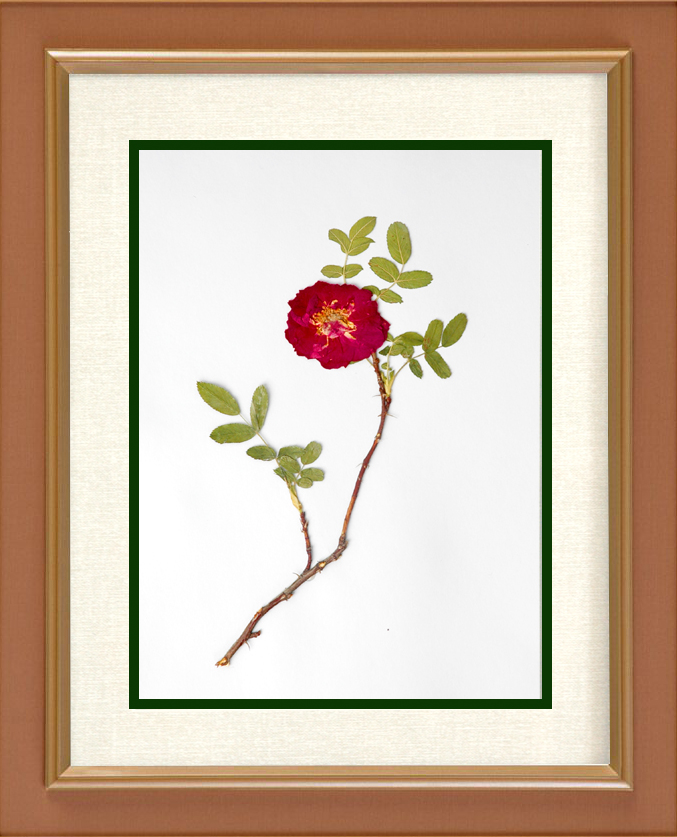
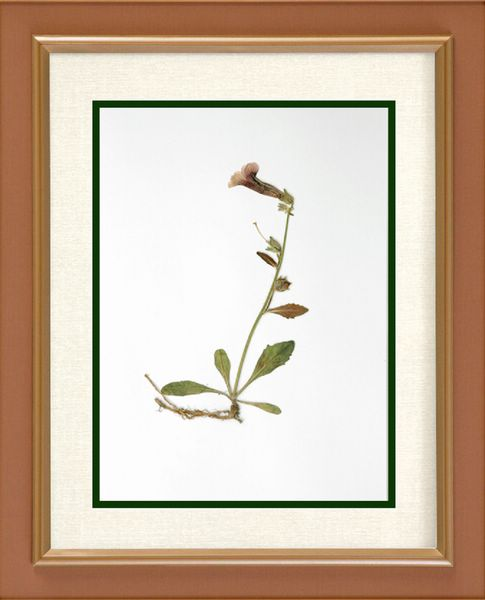
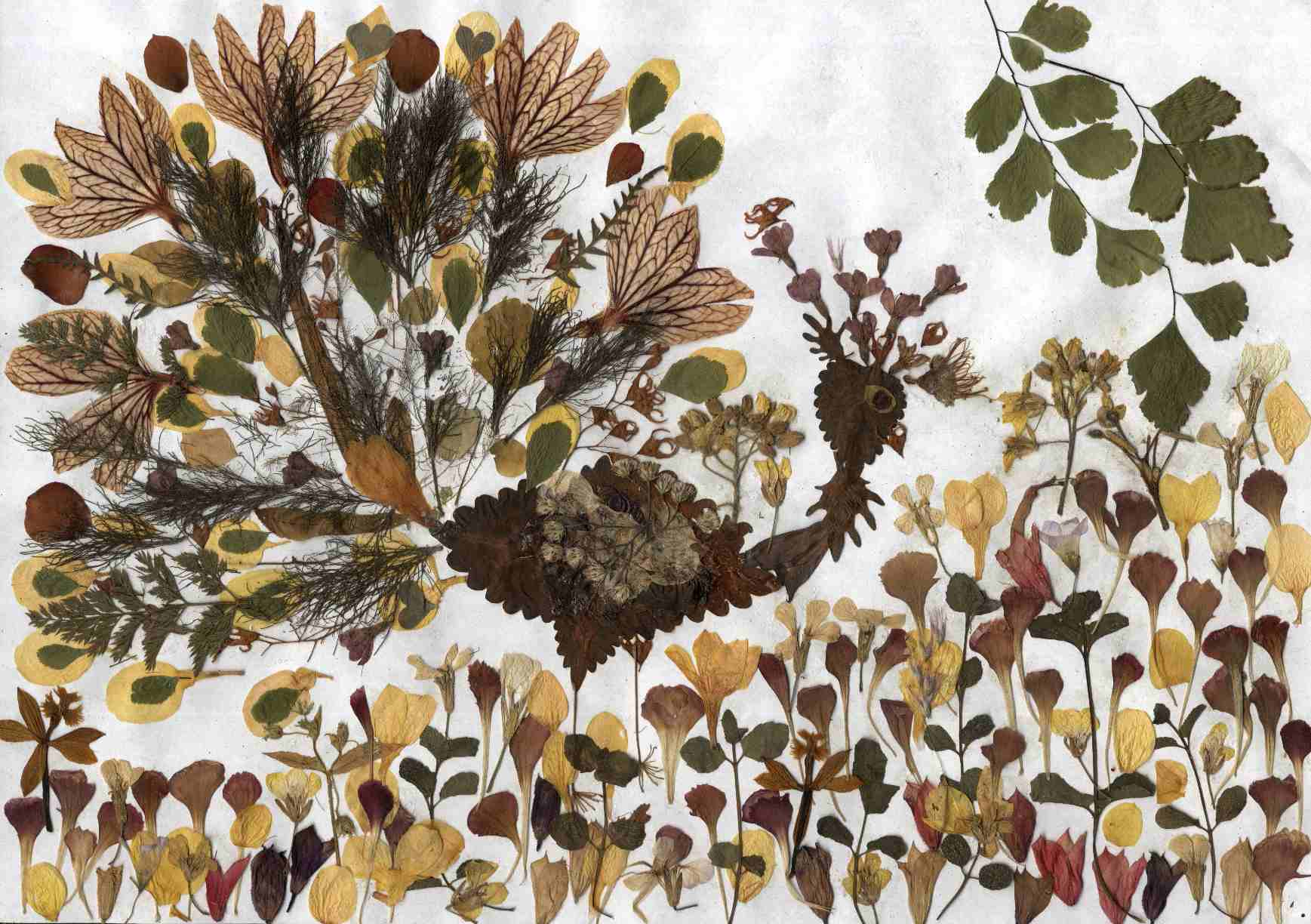